# アントワン・ピーターズ
アントワン・ピーターズ（オランダ語: Antoin Peeters、1975年2月18日 - ）は、オランダのジャーナリスト。

## 経歴
ティルブルフでジャーナリズムについて学んだ後に、ロッテルダムでメディア学と文化学を専攻する。レポーターとしてキャリアを積んだ後に2001年にRTLに入社する。

## 人物
- 国内でピーターズを知らない人は殆どで、2008年アメリカ合衆国大統領選挙の様子を報告した経験がある。
- 二女の父親でもある。